# البئر العربي

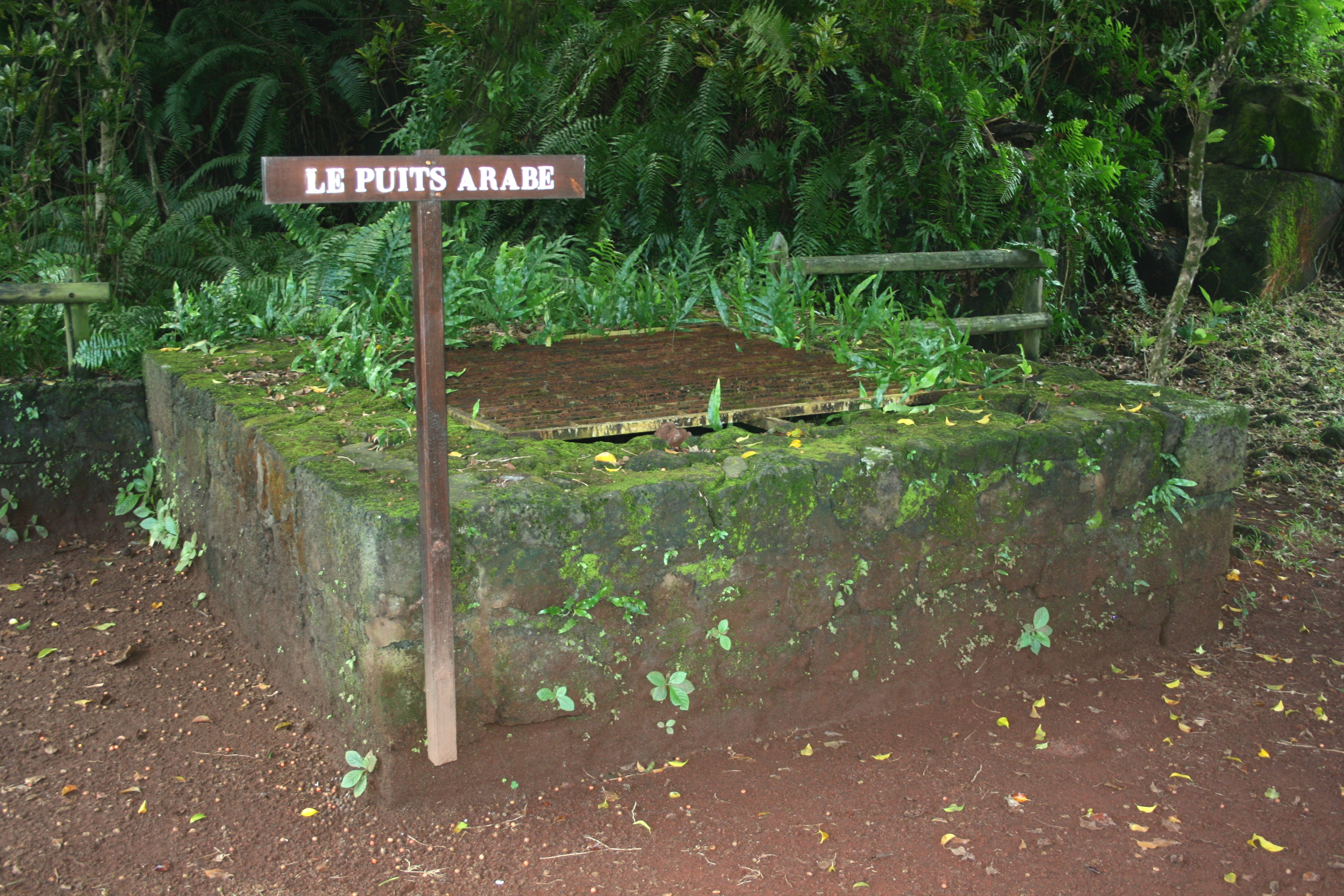
البئر العربي

البئر العربي، من الواضح أنه بئرٌ قديم في جزيرة الريونيون التابعة لأقاليم ما وراء البحار الفرنسية ومناطق أوروبا الخارجية المتطرفة في الجنوب الغربي للمحيط الهندي. يقع البئر على ساحل بلدية القديس فيليب في رأس الطاولة وهو أهم رأس في الجنوب الشرقي للجزيرة. حسب روجر ثيودورا، متحمس لتاريخ الجزيرة، فوجود هذا البئر إنما هو دليلٌ على وجود العرب على هذه الأرض بزمنٍ طويل قبل اكتشافها من قبل الأوروبيين. هذه الأطروحة لم يتم اثباتها بحججٍ مقبولة علمياً.

## ملاحظة
هذا المقال مترجم كلياً أو جزئياً من المقال الفرنسي «البئر العربي» للإطلاع على قائمة الكتاب إضغط هنا.